# Asphodèle ramifié
Asphodelus ramosus
Espèce
Classification APG III (2009)
L'asphodèle ramifié (Asphodelus ramosus), parfois appelé aussi asphodèle rameux, asphodèle à petits fruits ou bâton-blanc ramifié, est une espèce de plantes herbacées vivaces de la famille des Liliacées, selon la classification classique, ou des Asphodélacées, selon la classification phylogénétique, du genre Asphodelus.

## Description
L'asphodèle ramifié est une plante rudérale et pluriannuelle qui pousse sur des terrains calcaires, parfois en bordure de garrigues ou des chemins. 
Bien qu'assez facile à identifier,  Asphodelus ramosus a souvent été confondu avec A. albus et surtout avec A. cerasiferus. Comparativement à ces derniers, sa tige est plus ramifiée et ses fruits plus petits. En outre, au moins sur les côtes catalanes où il est très fréquent, il s'oppose aux autres asphodèles par une grande affinité pour les sols acides, essentiellement schisteux. Il pousse notamment sur les pentes du massif des Albères, à proximité de la mer, où il forme d'abondantes colonies en avril-mai. Les fleurs, très nombreuses, sont blanches, à six tépales portant une strie centrale brune. Les fruits sont des petites capsules rondes.

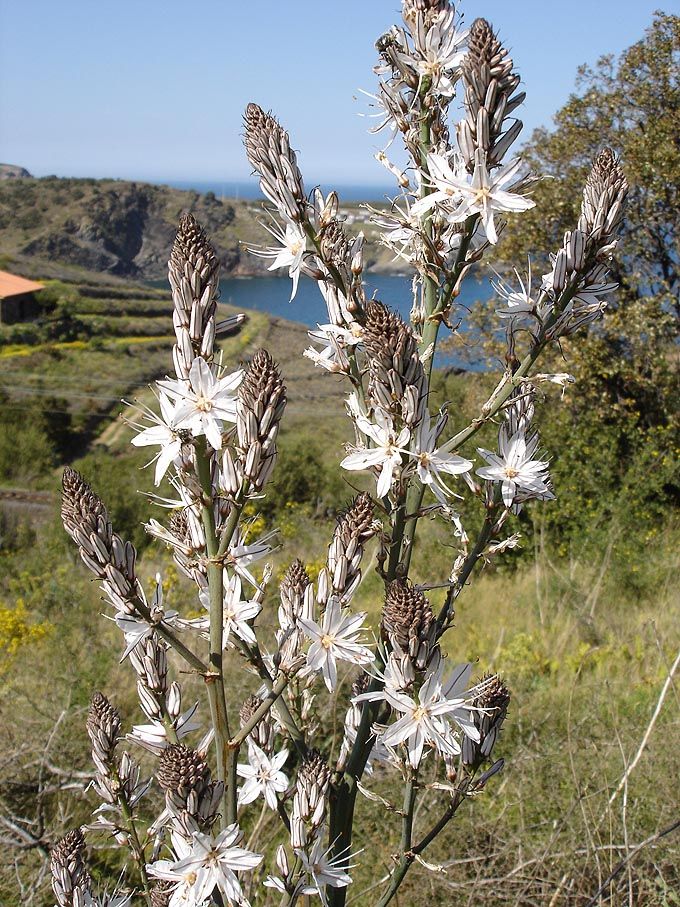
Détail des inflorescences
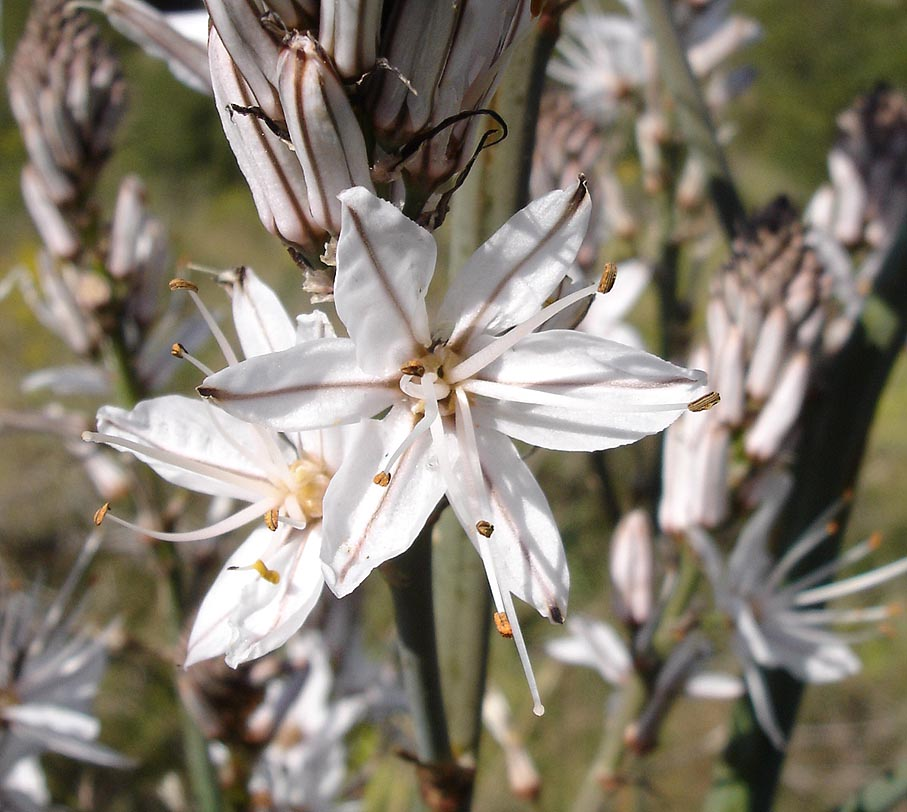
Détail d'une fleur
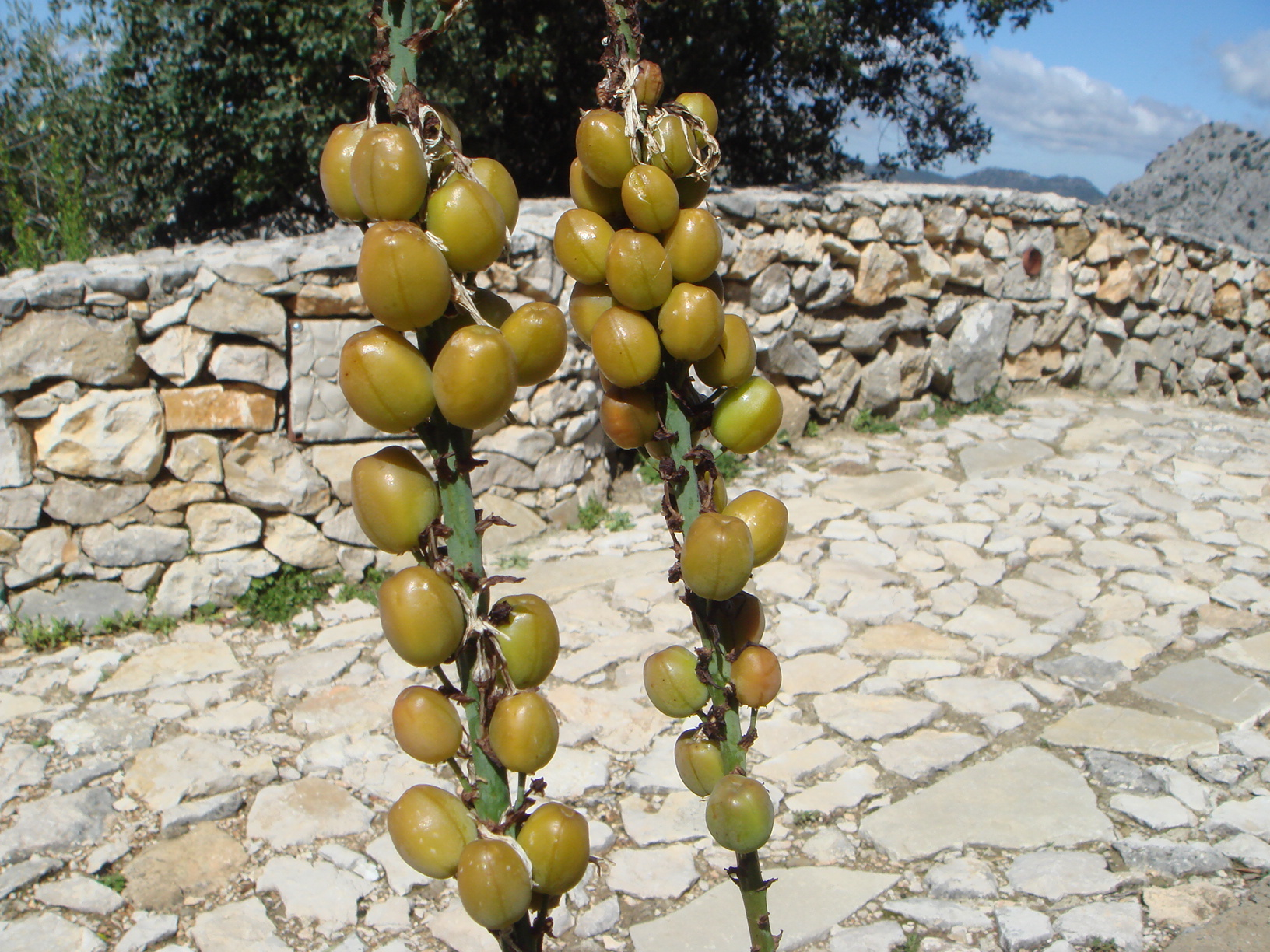
Fruits

Cette plante est visitée par les abeilles, elle est appréciée des sangliers qui déterrent ses tubercules-racines.

## Plante-hôte
Les Asphodèles font partie des plantes à introduire dans les oliveraies car elles abritent des insectes auxiliaires.

## Sources